# Celtyllus
Celtyllus – wódz plemienia celtyckiego Arwernów, członek jednego z najpotężniejszych i najmożniejszych rodów.
Brał prawdopodobnie czynny udział w konflikcie Arwernów z Eduami w latach 70 - 65 p.n.e. zakończonym klęską Eduów. Celtyllus dążył do uzyskania jedynowładztwa korzystając z szerokich wpływów wśród współplemieńców. Został jednak oskarżony przez konkurentów do władzy o chęć mianowania się królem Arwernów i skazany na śmierć. Według słów Cezara: Sprawował najwyższą władzę w całej Galii i za to, że dążył do godności królewskiej, został przez swoich współplemieńców zabity (Cezar, Wojna Galijska, ks. VII, 4). Jego synem był Wercyngetoryks, przywódca powstania Galów w 52 p.n.e. przeciwko Cezarowi.